# Wasserturm Mühlacker

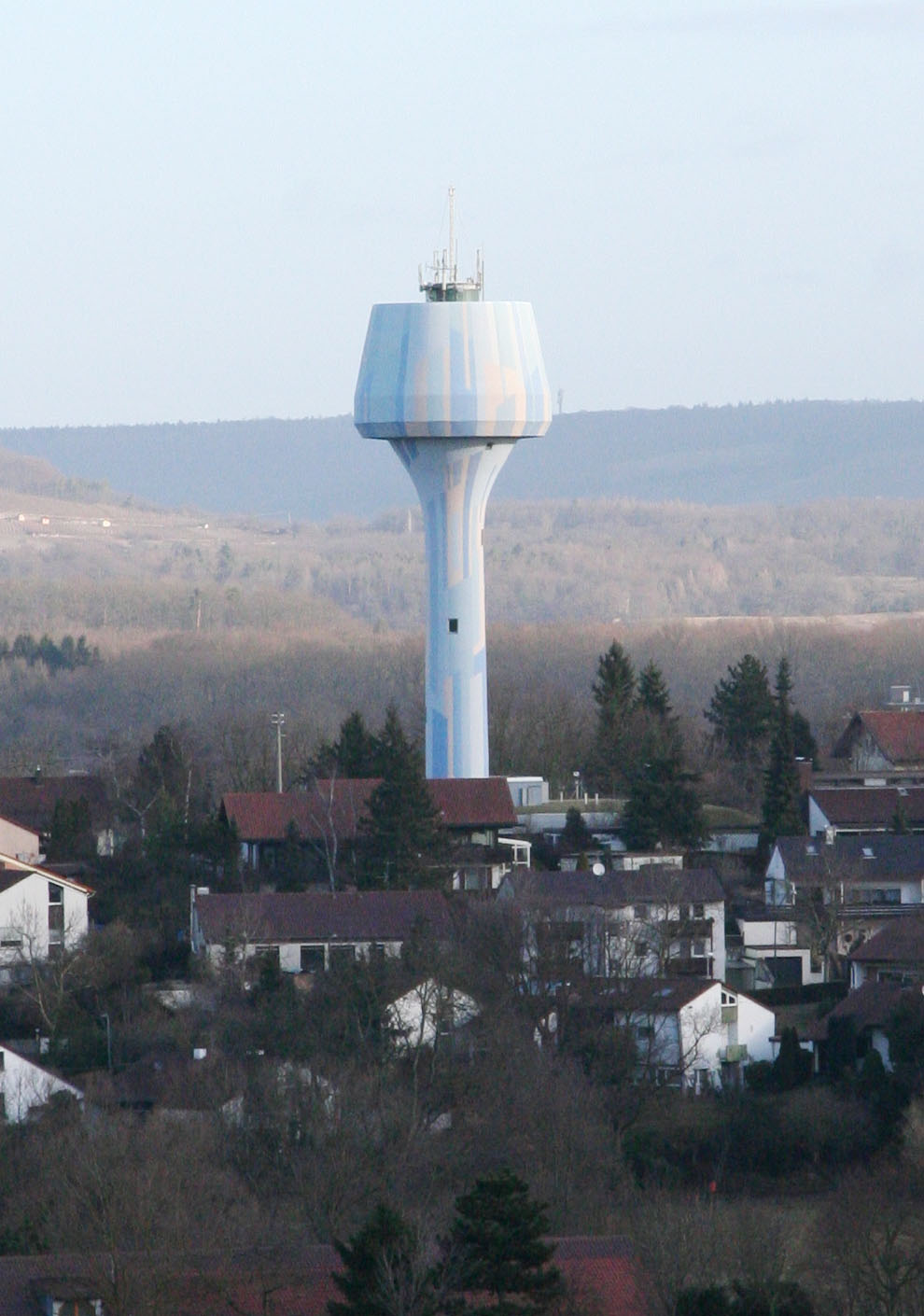
Wasserturm Mühlacker von der Sendeanlage aus gesehen

Der Wasserturm Mühlacker ist ein 42 Meter hoher, als Stahlbetonkonstruktion ausgeführter, Wasserturm in Mühlacker. Der ab April 1972 in 18-monatiger Bauzeit errichtete Wasserturm dient als Hochbehälter mit einem nutzbaren Inhalt von 610 m³ der Trinkwasserversorgung der Stadt Mühlacker. Auf einem 5,0 m bis 4,5 m Durchmesser messenden Schaft befindet sich der Behälterbereich mit einem maximalen Durchmesser von 15,2 m. Behälterwand und Außenschale werden mit einer Wandstärke von 20 bis 26 cm angegeben.